# Музалек, Конрад
Конрад Музалек (нем. Konrad Musalek; род. 28 апреля 1933, Вена) — австрийский композитор.
Окончил Венскую городскую консерваторию по классам композиции и теории музыки, позднее также в 1963—1966 гг. учился на отделении клавира Венской высшей школы музыки.
В 1956—1970 гг. преподавал в средних учебных заведениях Вены. В 1970—1993 гг. профессор инструментальной музыки в Федеральной педагогической академии, одновременно в 1980—1995 гг. профессор теории музыки и композиции в Консерватории имени Шуберта. С 1983 г. руководил Венским летним семинаром по новой музыке. В 1985 г. основал и возглавил ансамбль новой музыки «Зимуковани» (нем. Simukovani). Вёл также активную педагогическую работу в венских центрах дополнительного образования для взрослых. Под редакцией Музалека вышел сборник «Рихард Вагнер — осуждённая музыка» (нем. Richard Wagner — denunzierte Musik; 2001).
Основные произведения — Симфония для камерного хора и оркестра (1984), вокальные циклы (на слова Кристиана Моргенштерна, Ханса Карла Артмана, Леопольда Веха и др.), камерная музыка. Сочинения Музалека характеризуются нетрадиционной («свободной») тональностью, в них могут использоваться шумовые и электронные эффекты.
В 2005 г. награждён медалью Отто Глёкеля, вручаемой администрацией Вены за заслуги в области образования.